# Drosophila hei
Drosophila hei är en tvåvingeart som beskrevs av Hide-Aki Watabe och Tong Xu Peng 1991. Drosophila hei ingår i släktet Drosophila och familjen daggflugor.
Artens utbredningsområde är provinsen Guangdong i Kina.